# Ensete ventricosum
Ensete ventricosum là một loài thực vật có hoa trong họ Musaceae.
Các tên gọi phổ thông trong tiếng Anh bao gồm enset, ensete, Ethiopian banana (chuối Ethiopia), Abyssinian banana (chuối Abyssinia), pseudo-banana (chuối giả),  false banana (chuối giả), wild banana (chuối hoang),

## Lịch sử phân loại
Năm 1790, James Bruce mô tả loài thực vật thân thảo dạng cây chuối ở Abyssinia, đông bắc châu Phi, mà ông gọi là Ensete theo tên gọi địa phương và cho rằng nó dường như chỉ là gần với các loài đã biết trong chi Musa nhưng không phải một loài Musa.
Năm 1791, Johann Friedrich Gmelin mô tả khoa học loài Musa ensete, dẫn chiếu tới mô tả Ensete của Bruce.
Trong bài viết năm 1858 (in năm 1859, tái bản năm 1867) Friedrich Martin Josef Welwitsch mô tả loài Musa ventricosa thu thập tại Pungo-Andongo (tây bắc Angola).
Năm 1862, Paul Fedorowitsch Horaninow thiết lập chi Ensete với loài duy nhất Ensete edule, dẫn chiếu tới Ensete của Bruce và Musa ensete của Gmelin. Vì thế, E. edule là loài điển hình của chi này.
Trong bài báo năm 1947 (in năm 1948) Ernest Entwistle Cheesman coi E. edule và E. ventricosum do ông mới tổ hợp là các loài khác nhau. Trong bài báo năm 1953 (in năm 1954) Baker và Simmonds đồng nhất hóa E. edule với E. ventricosum, coi E. edule là danh pháp chính thức còn E. ventricosum là danh pháp đồng nghĩa. Tuy nhiên, theo quy tắc về danh pháp thực vật từ năm 1907 và có hiệu lực hồi tố thì E. ventricosum là danh pháp tổ hợp từ danh pháp hợp lệ Musa ventricosa có từ năm 1859 trong khi E. edule chỉ có từ năm 1862 nên E. ventricosum có độ ưu tiên cao hơn. Danh pháp tổ hợp từ Musa ensete (1791) sẽ là E. ensete - một tên tự lặp lại (tautonym) và bị cấm trong việc đặt tên thực vật, vì thế nó không thể sử dụng. Vì thế, ngay trong số tiếp theo của Kew Bulletin thì Simmonds đã chỉnh sửa lại để coi E. ventricosum là danh pháp chính thức còn E. edule là danh pháp đồng nghĩa. Theo Väre & Häkkinen (2011) thì hiện tại chúng được coi là cùng loài, nhưng rõ ràng là cần phải nghiên cứu thêm để làm rõ mối quan hệ của chúng.

## Từ nguyên
Tính từ Latinh định danh ventricosum có nghĩa là "phình bên, giống như bụng".

## Phân bố
Loài bản địa miền đông châu Phi; bao gồm Angola, Burundi, Ethiopia, Kenya, Malawi, Mozambique, Nam Phi (các tỉnh Bắc), Rwanda, Sudan, Nam Sudan, Tanzania, Uganda, Zambia, Cộng hòa Dân chủ Congo, Zimbabwe.
Du nhập vào các đảo trong vịnh Guinea, Indonesia (Java), Chile (quần đảo Juan Fernández).

## Sử dụng
Dạng thuần hóa của loài này được trồng tại Ethiopia, nơi nó cung cấp nguồn lương thực ổn định cho khoảng 20 triệu người.

## Hình ảnh

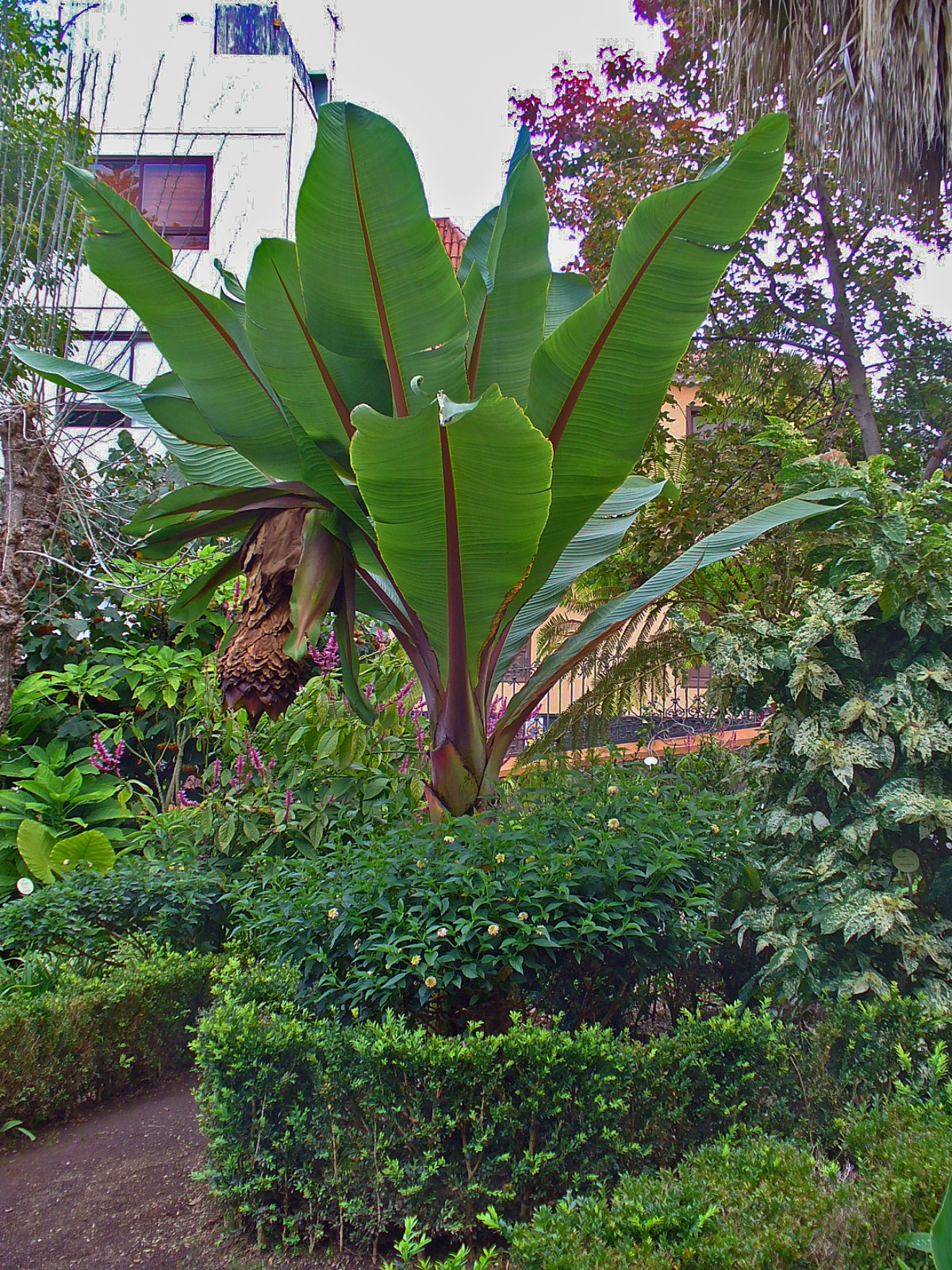
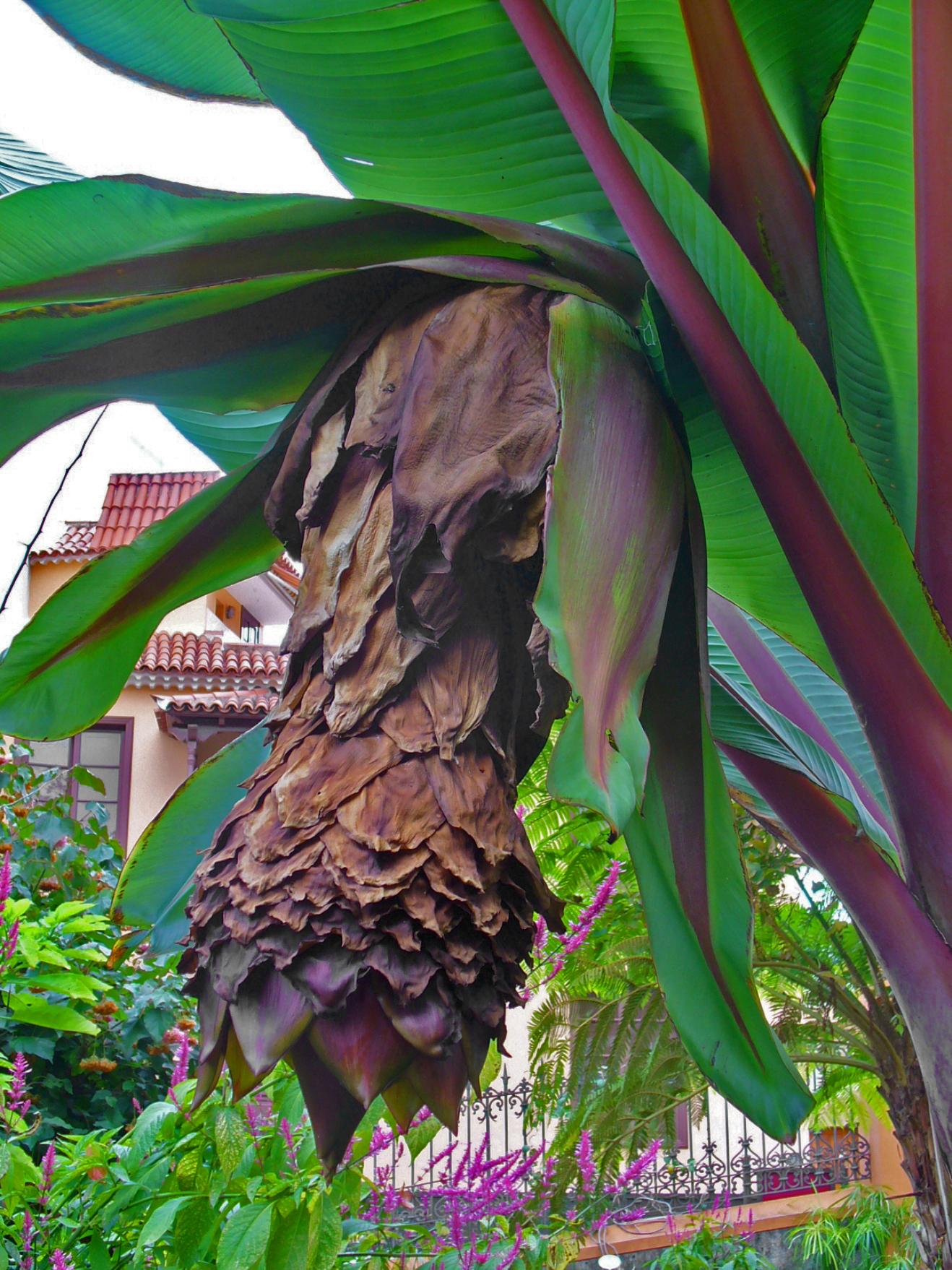
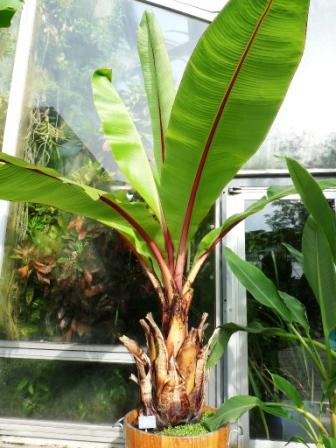
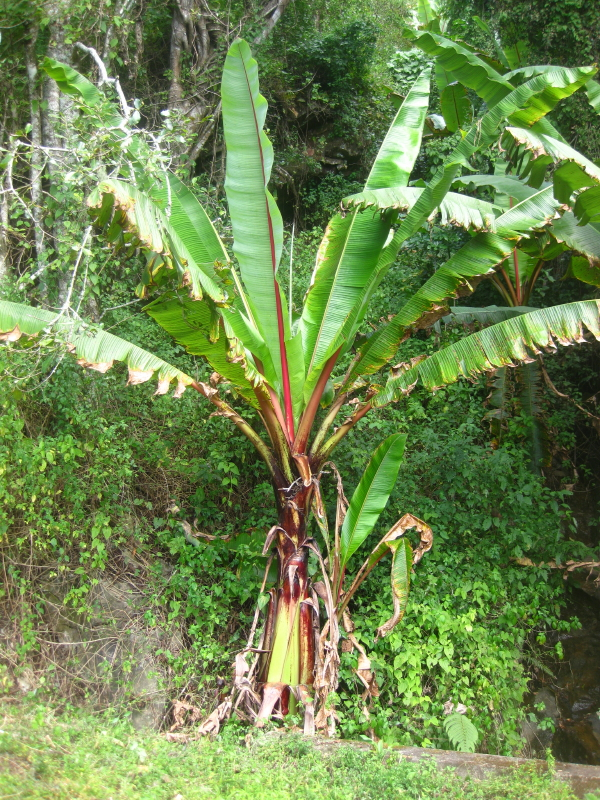